# Derocrepis erythropus
Derocrepis erythropus är en skalbaggsart som först beskrevs av F. E. Melsheimer 1847.  Derocrepis erythropus ingår i släktet Derocrepis och familjen bladbaggar. Inga underarter finns listade i Catalogue of Life.